# Crise (rivière)
Pour les articles homonymes, voir Crise.
La Crise est une rivière française coulant dans le département de l'Aisne, en région Hauts-de-France, et un affluent de l'Aisne en rive gauche, donc un sous-affluent de la Seine, par l'Oise.

## Histoire

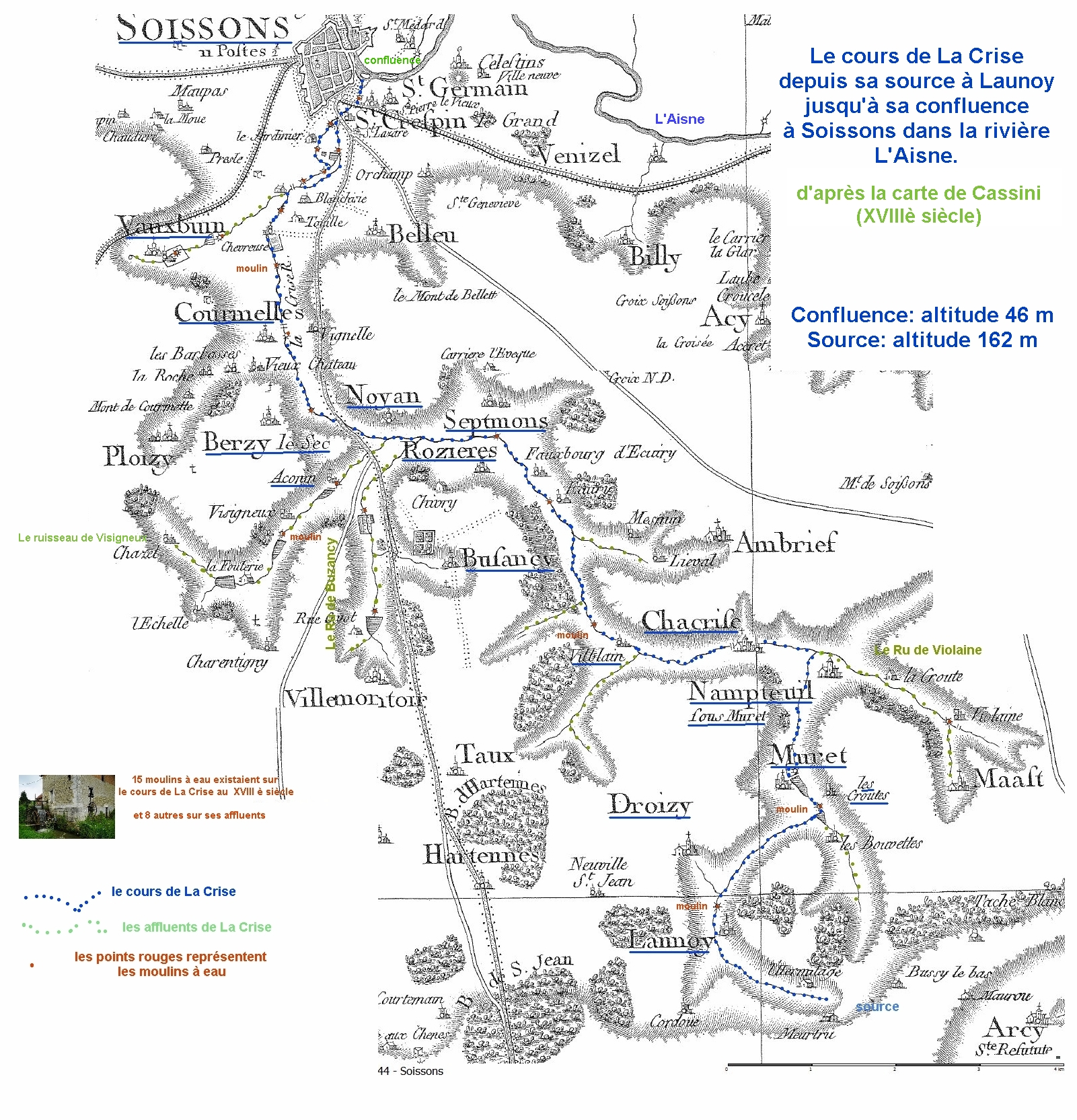
Carte de Cassini de la rivère au XVIIIe siècle

Clovis, roi des Francs saliens fit halte au bord de la Crise avant la victoire de Soissons en 486 sur l’état romain de Syagrius. (Philippe de Villiers : Le Mystère Clovis, page 83)

## Géographie
La Crise naît dans la petite localité de Launoy, dans le département de l'Aisne, à 162 mètres d'altitude, près du lieu-dit le Fond de Bucy. Après un parcours sinueux de près de 26 kilomètres, elle se jette dans l'Aisne, en rive gauche, sur le territoire de la ville de Soissons, à 46 mètres d'altitude. Elle coule globalement du sud vers le nord.

### Communes et cantons traversés
Dans le seul département de l'Aisne, la Crise traverse les douze communes suivantes, de l'amont vers l'aval, de Launoy (source), Droizy, Muret-et-Crouttes, Nampteuil-sous-Muret, Chacrise, Rozières-sur-Crise, Septmonts, Noyant-et-Aconin, Berzy-le-Sec, Courmelles, Vauxbuin, Soissons (confluence).
Soit en termes de canton, la Crise prend sa source dans le canton de Villers-Cotterêts et conflue dans le canton de Soissons-2, le tout dans l'arrondissement de Soissons.

### Galerie

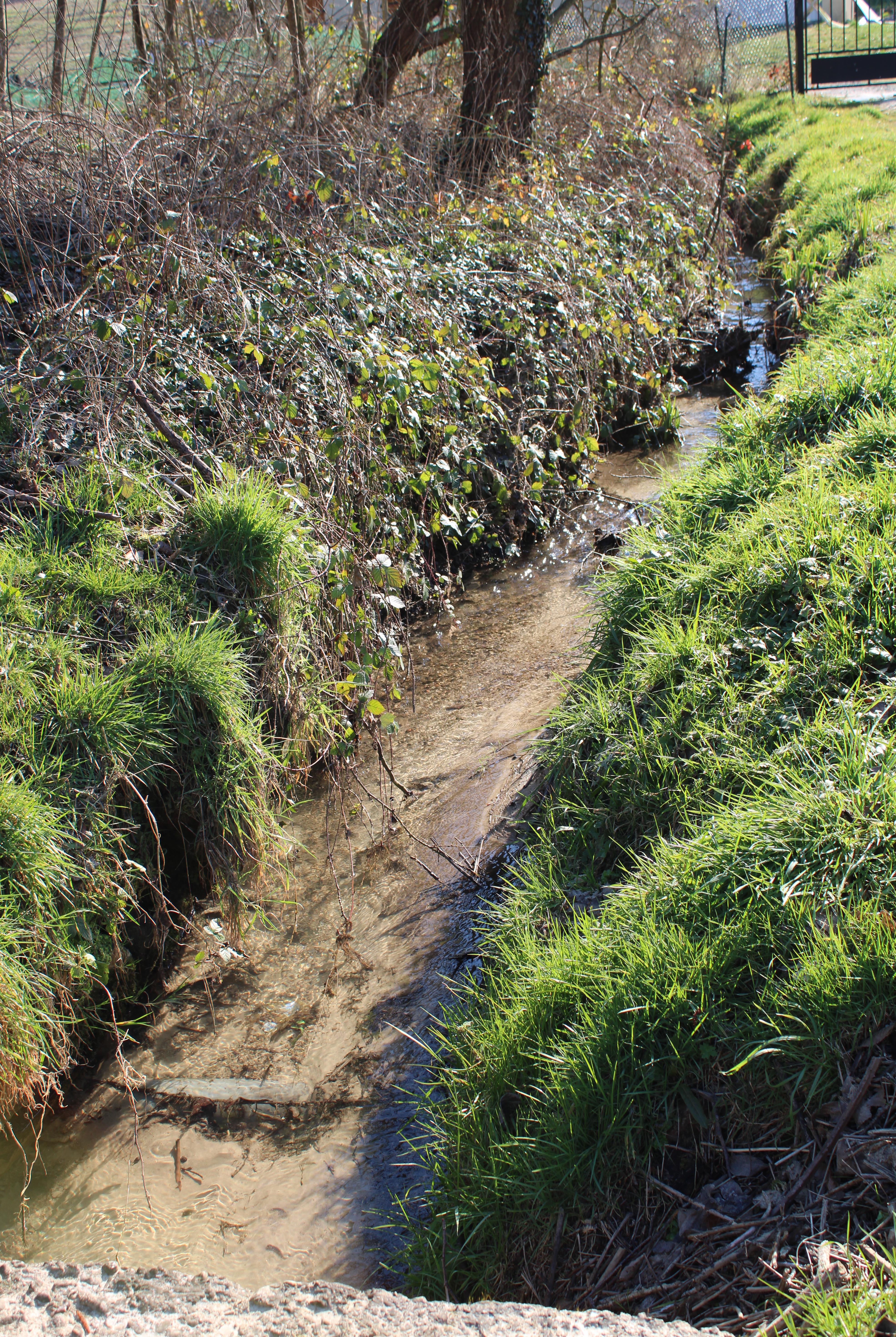
La Crise près de sa source à Launoy.
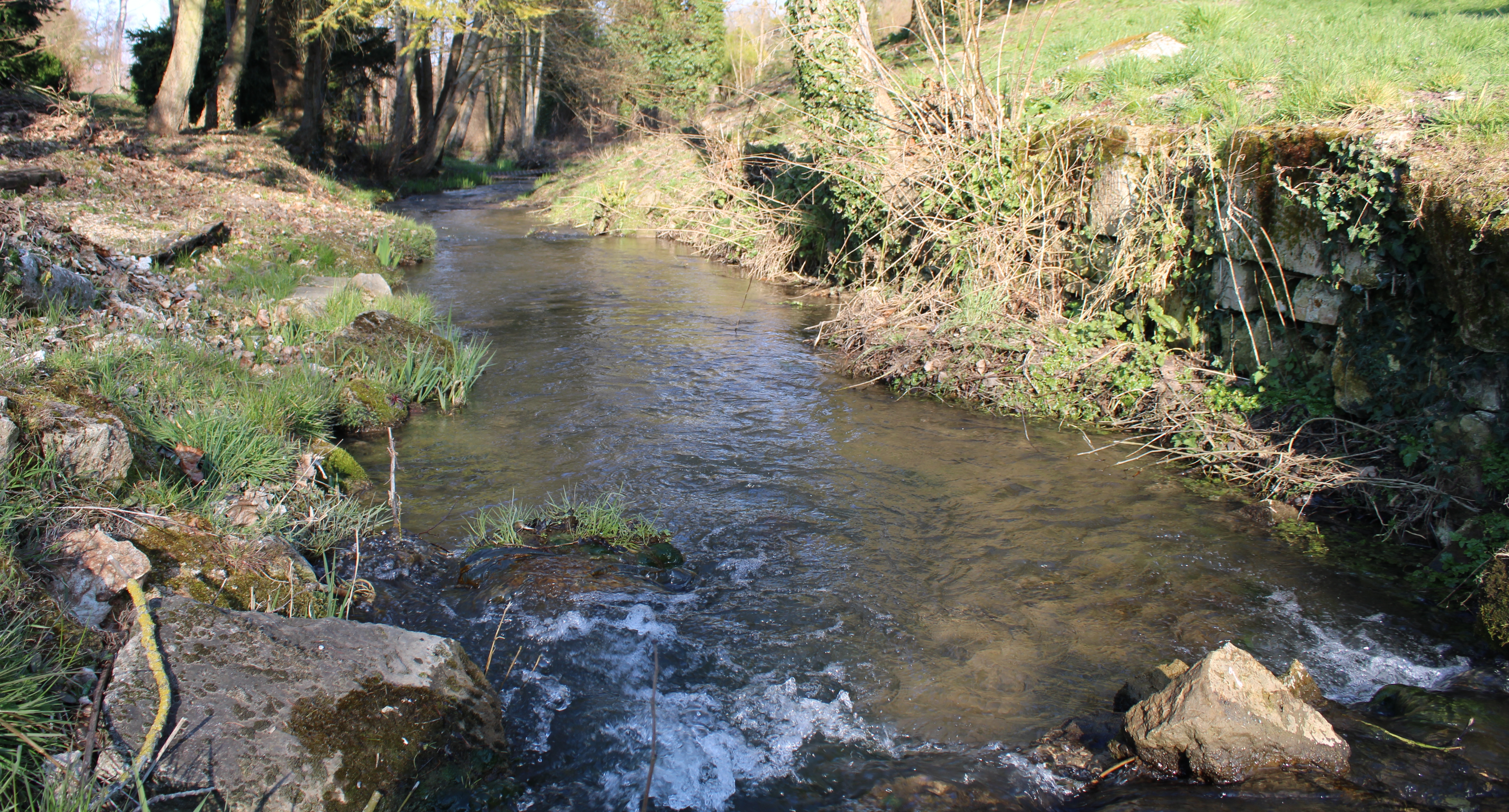
La Crise à Muret-et-Crouttes.
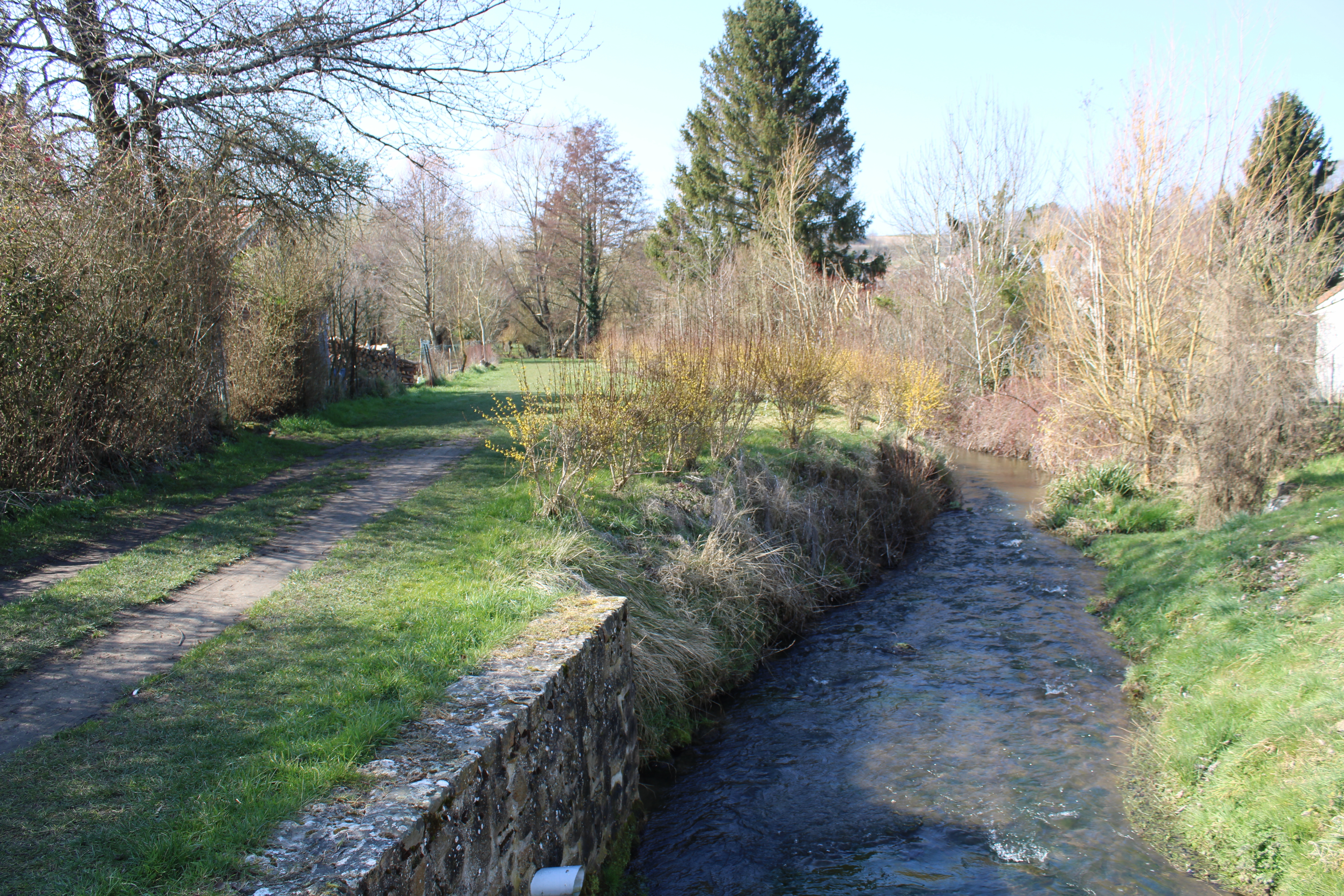
La Crise à Chacrise.
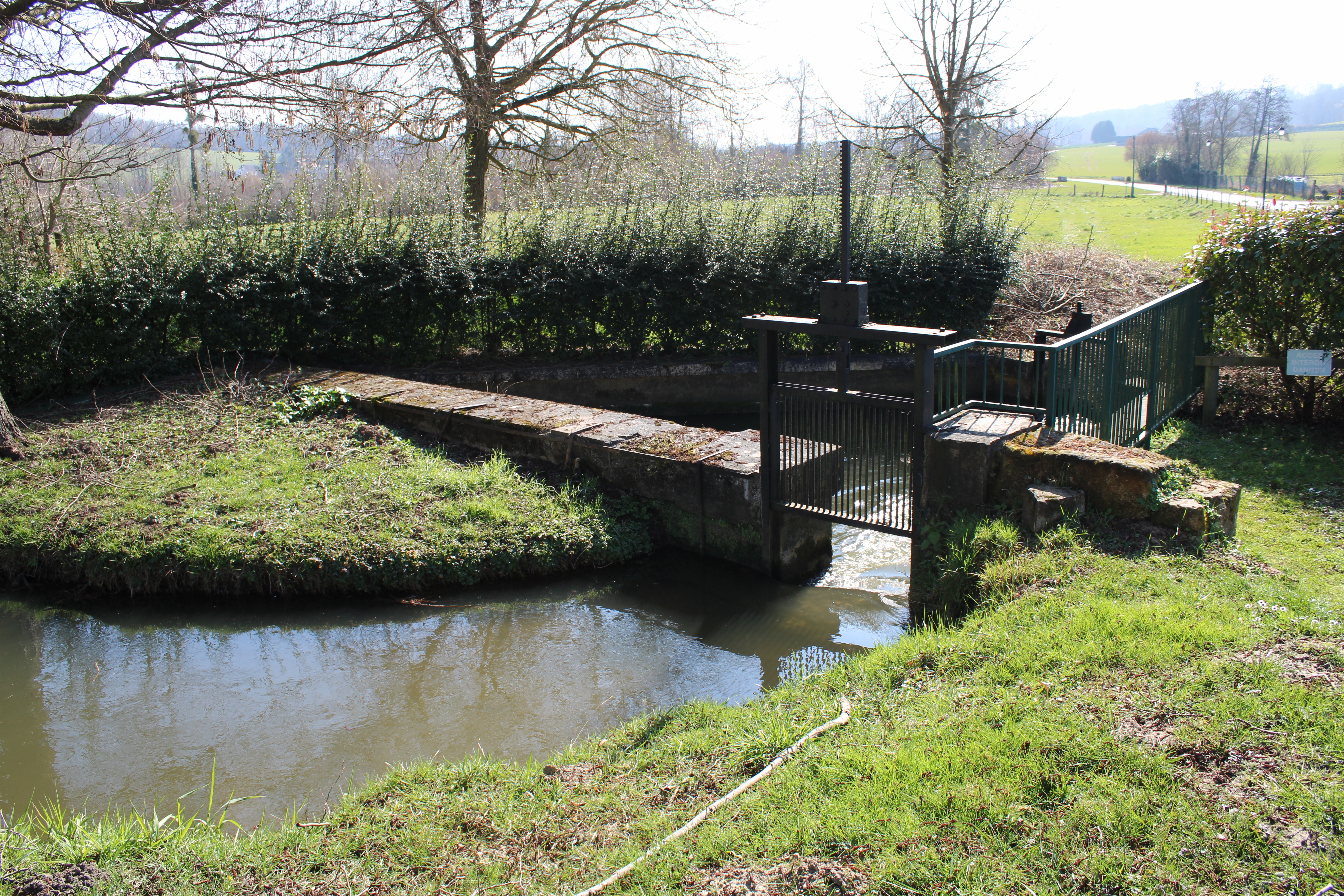
Vestiges de l'ancien moulin sur la Crise à Septmonts.

### Toponymes
La Crise a donné son nom aux communes de Chacrise et Rozières-sur-Crise.

### Bassin versant
La Crise traverse les trois zones hydrographiques suivantes « L'Aisne du confluent de la Crise (exclu) au confluent du ru de Retz (exclu) », « La Crise de sa source au confluent de l'Aisne (exclu) », « L'Aisne du confluent de la Vesle (exclu) au confluent de la Crise (exclu) ». Son bassin versant est de 129 km2.

### Organisme gestionnaire
L'organisme gestionnaire est le syndicat du bassin versant de l'Aisne navigable fusionnant depuis le 1er janvier 2017 les syndicats de rivière du Voidon, de la crise et du Retz. Celui-ci est regroupé dans une structure telle que « l’Union des Syndicats d’Aménagement et de Gestion des Milieux Aquatiques (USAGMA) est un syndicat mixte qui regroupe 13 structures intervenant dans la gestion des rivières et des milieux aquatiques : dix syndicats mixtes, une communauté d'agglomération, une Association Syndicale Autorisée (ASA) et le Conseil départemental de l’Aisne. Chaque membre conserve sa totale autonomie de décision et de fonctionnement ».

## Affluents
La Crise a neuf affluents référencés dont les principaux sont :
- le ruisseau des Aulnes (rg), 2,25 km sur Courmelles (confluence) et Ploisy (source) sans affluent,
- le ruisseau de Visigneux (rg), 4,5 km sur Berzy-le-Sec (source) , Noyant-et-Aconin (confluence) et Villemontoire avec un affluent :
  - le cours d'eau 01 de la Montinette (rg), 1 km sur Berzy-le-Sec sans affluent.
- le ruisseau de Buzancy 2,18 km sur Noyant-et-Aconin (confluence) et Buzancy (source) avec un affluent :
  - le cours d'eau 03 des Roches (rg), 3 km sur Villemontoire (source) et Buzancy (confluence) sans affluent.
- le ru de Violaine (rd), 4 km sur Maast-et-Violaine (source), Chacrise (confluence) et Nampteuil-sous-Muret sans affluent,
- le ru des Crouttes (rd), 2 km sur Arcy-Sainte-Restitue (source) et Muret-et-crouttes (confluence), sans affluent,
- le Fond de Milly (rg), 1 km Buzancy (source) et Chacrise (confluence), sans affluent,
- le cours d'eau 01 des Marais Haudrillier (rg), 1 km sur la seule commune de Chacrise, avec un affluent :
  - le cours d'eau 01 de la pré des Hommes (rd), 1 km sur la seule commune de Chacrise et sans affluent.
- le Fossé du Louvre (rd), 1 km sur la seule commune de Rozières-sur-Crise sans affluent,
- le cours d'eau 01 des Beauvais 1 km sur la seule commune de Septmonts sans affluent.

### Rang de Strahler
Donc son rang de Strahler est de trois par le ru de Visigneux ou le ru de Buzancy ou le cours d'eau 01 des Marais Haudrillier.

## Hydrologie
La Crise est une rivière très régulière.

### La Crise à Soissons
Le débit de la Crise a été observé depuis le 1er mai 1989 , à Soissons, ville du département de l'Aisne, située au niveau du confluent avec l'Aisne, à 45 m d'altitude. Le bassin versant de la rivière est de 118 km2.
Le module de la rivière à Soissons est de 0,714 m3/s.
Elle présente des fluctuations saisonnières de débit peu importantes, avec des hautes eaux d'hiver portant le débit mensuel moyen à un niveau situé entre 0,89 et 0,934 m3/s, de décembre à avril inclus (maximum en janvier), et des basses eaux d'été de juin à début octobre, avec une baisse du débit moyen mensuel jusque 0,473 m3/s au mois d'août (473 litres par seconde), ce qui est encore abondant proportionnellement au module de la rivière.

### Étiage ou basses eaux
Le VCN3 peut chuter jusque 0,240 m3/s, en cas de période quinquennale sèche, soit 240 litres par seconde, ce qui est plus que confortable.

### Crues
D'autre part les crues sont très peu importantes. Les QIX 2 et QIX 5 valent respectivement 2,4 et 2,9 m3/s. Le QIX 10 vaut 3,3 m3/s, le QIX 20 se monte à 3,7 m3/s tandis que le QIX 50 se monte à 4,1 m3/s. Enfin le QIX 100 n'a pas été calculé, la période d'observation de la rivière étant insuffisante.
Le débit instantané maximal enregistré a été de 3,8 m3/s le 22 mars 2001, en même temps que la hauteur maximale instantanée à 898 mm ou 0,898 m, tandis que la valeur journalière maximale était de 3,43 m3/s le même jour. En comparant le premier de ces chiffres à l'échelle des différents QIX de la rivière, il apparaît que cette crue était d'ordre un peu plus que vicennal et donc nullement exceptionnelle. Elle est destinée à se répéter tous les 25-30 ans en moyenne.

### Lame d'eau et débit spécifique
La lame d'eau écoulée dans le bassin de la Crise est de 191 millimètres annuellement, ce qui est très moyen, nettement inférieur à la moyenne d'ensemble de la France, mais également à celle de l'ensemble du bassin versant de la Seine (240 millimètres/an). Le débit spécifique (ou Qsp) atteint 6,0 litres par seconde et par kilomètre carré de bassin.

## Aménagements et écologie

### Qualité
La Crise a deux stations qualité des eaux de surface sur son cours, une à Chacrise et une autre à Soissons.

### ZNIEFF's
Trois ZNIEFF ont hydronyme Crise dans leurs noms :
- Cours de la Crise et de ses affluents ZNIEFF 220120024 de 28 hectares sur dix communes[8].
- Réseau de pelouses de la vallée de la Crise ZNIEFF 220120027 de 198 hectares sur six communes[9].
- la vallée de la Crise ZNIEFF 220120028 de type 2 de 4 603 hectares sur dix communes[10].